# 1-ва танкова дивизия (Вермахт)
1-ва танкова дивизия (на немски: 1. Panzer-Division) е танкова дивизия на Вермахта по времето на Втората световна война.

## История

### Символи
- 1935 – 1940[3]
- 1940 – 1941
- 1940[3]
- 1941 – 1942[3]
- 1943 – 1945[3]
- 1943 – 1945[3]

### Сформиране
1-ва танкова дивизия е сформирана на 15 октомври 1935 година в резултат на широкомащабното разширение на войските от Вермахта. Основната част от войниците идва от 3-та кавалерийска дивизия, разположена във Ваймар, и 2-ро моторизирано транспортно обучително командване (Kraftfahr-Lehrkommando II) от 9-ти военен окръг (Wehrkreis IX). Наборниците първоначално съставляват местни жители от Тюрингия, Саксония и Прусия.
Към дивизията са придадени 1-ва стрелкова бригада, 1-ва танкова бригада, 73-ти артилерийски полк и други разнородни формации. Всеки от танковите батальони включва по четири леки роти, а всяка рота има командирски взвод (с пет танка – 1 Панцер II и 4 Панцер I, по-късно 3 Панцер II и 2 Панцер I) и още три взвод от същия състав.
В годините до началото на Втората световна война са сформирани още няколко формации и в двата танкови полка започва подмяна на наличните Панцер I с Панцер III и Панцер IV. Това става постепенно, но до 1941 година някои батальони все още разполагат с остарелия Панцер II. Една от задачите на двата танковите полка е всяка година да осигуряват подготвени кадри. На базата им през войната са сформирани 7-ми, 8-ми, 15-ти, 35-ти и 36-ти танкови полкове.
През 1938 година 1-ва танкова дивизия взема участие в анексирането на Судетска област, а след това в аншлуса на Австрия.

#### Състав през октомври 1935 година
- Щаб (Ваймар)
- 1-ва танкова бригада (Ерфурт)
  - 1-ви танков полк
    - танков батальон I
    - танков батальон II

  - 2-ри танков полк (преди това 7-и кавалерийски полк)
    - танков батальон I
    - танков батальон II
- 1-ва стрелкова бригада (Ваймар)
  - 1-ви стрелкови полк (преди това 11-ти кавалерийски полк)
    - стрелкови батальон I
    - стрелкови батальон II

  - 1-ви мотоциклетен стрелкови батальон (преди това 16-ти кавалерийски полк)
- 73-ти артилерийски полк
  - артилерийски батальон I
  - артилерийски батальон II
- 4-ти разузнавателен батальон
- 37-ми свързочен батальон

### Кампания в Полша (1939)
Взема участие в кампанията в Полша през септември 1939 година като част от 10-та армия, група армии „Юг“.

#### Състав през август 1939 година
През октомври 1939 година 3-ти батальон, 69-ти пехотен полк (моторизиран) от 20-та пехотна дивизия (моторизирана) е добавен към дивизията като 3-ти батальон от 1-ви стрелкови полк.
|                  | Pz.I | Pz.II | Pz.Bef. | Pz.III | Pz.IV |
| 1-ви танков полк | 39   | 60    | 6       | 20     | 28    |
| 2-ри танков полк | 54   | 62    | 6       | 6      | 28    |
| Общо             | 93   | 122   | 12      | 26     | 56    |

- Щаб (Радом)
- 1-ва стрелкова бригада
  - 1-ви стрелкови полк
    - стрелкови батальон I
    - стрелкови батальон II

  - 1-ви мотоциклетен стрелкови батальон
- 1-ва танкова бригада
  - 1-ви танков полк
    - танков батальон I
    - танков батальон II

  - 2-ри танков полк
    - танков батальон I
    - танков батальон II
- 73-ти артилерийски полк
  - артилерийски батальон I
  - артилерийски батальон II
- 4-ти разузнавателен батальон
- 37-ми противотанков батальон
- 37-ми инженерен батальон
- 37-ми свързочен батальон
- 37-ми дивизионни поддържащи части

### Кампания във Франция (1940)
През май и юни 1940 година дивизията взема участие в кампанията срещу Франция. Първоначално е част от 19-ти моторизиран корпус, а на 8 юни е прехвърлена към 49-ти моторизиран корпус. Тя е една от многото формации преминали през Ардените и отрязали пътя на съюзническите войски в Белгия и Нидерландия. Осъществява пробив през линията „Мажино“, близо до Седан. По-късно дивизията се придвижва на юг във Франция и участва в боевете край Дюнкерк.

#### Състав през юни 1940 година
През октомври 1940 година 2-ри танков полк е прехвърлен към 16-та танкова дивизия. През ноември на същата година 3-ти батальон от 1-ви стрелкови полк е преименуван на 1-ви батальон от 113-ти стрелкови полк. През февруари 1941 година 2-ри батальон от 69-ти стрелкови полк става 2-ри батальон от 113-ти стрелкови полк. По-късно 73-ти артилерийски полк получава 3-ти батальон, формиран от 2-ри батальон на 56-и артилерийски полк.
|                  | Pz.I | Pz.II | Pz.Bef. | Pz.III | Pz.IV |
| 1-ви танков полк | 26   | 49    | 4       | 28     | 20    |
| 2-ри танков полк | 26   | 49    | 4       | 30     | 20    |
| Общо             | 52   | 98    | 8       | 58     | 40    |

- Щаб (Ен (О дьо Франс))
- 1-ви стрелкови полк
  - стрелкови батальон I
  - стрелкови батальон II
- 113-ти стрелкови полк
  - стрелкови батальон I
  - стрелкови батальон II
- 1-ви танков полк
  - танков батальон I
  - танков батальон II
- 73-ти артилерийски полк
  - артилерийски батальон I
  - артилерийски батальон II
  - артилерийски батальон III
- 1-ви мотоциклетен стрелкови батальон
- 4-ти разузнавателен батальон
- 37-ми противотанков батальон
- 37-ми инженерен батальон
- 37-ми свързочен батальон
- 37-ми дивизионни поддържащи части

### Кампания в Съветския съюз (1941 – 1943)
През юни 1941 година 1-ва танкова дивизия взема участие в нападението на Съветския съюз като част от 41-ви моторизиран корпус, 4-та танкова група. Участва в настъплението към Дунабург и Ленинград като част от група армии „Север“. През октомври 1941 година дивизията е прехвърлена към група армии „Център“ и участва в битките при Вязма, Москва и Ржев. След ожесточените боеве при Ржев тя е изтеглена и изпратена във Франция за възстановяване.
През юни 1943 година дивизията е изпратена на Балканите, а през юли охранява бреговата линия в Гърция. През ноември 1943 г. отново е прехвърлена на Източния фронт в Украйна. Там 1-ва танкова дивизия участва в операция Цитадела в състава на 4-та танкова рамия и по-късно в германското контранастъпление западно от Киев. Води защитни боеве югозападно от Бердичев, където остава до края на януари 1944 година. На 22 юни 1944 година Червената армия започва масивна лятна офанзива срещу група армии „Център“. Германската формация е разбита и войските на Оста са изтласкани на 450 км, до Полша. 1-ва танкова дивизия участва в опитите за спиране на съветското настъпление. На 15 юли 1-ва танкова дивизия контраатакува в района Олейор, успява да задържи съветското настъпление за кратко преди да отстъпи към Вистула

#### Състав през 1941 – 1943 година
През юли 1941 година 1-ви и 113-ти стрелкови полкове са преименувани на танково-гренадирски полкове. 1-ви танков батальон от 1-ви танков полк е прехвърлен към 16-та танково-гренадирска дивизия и става 116-и танков батальон. През януари 1943 година 2-ри танков батальон от 1-ви танков полк е преименуван на 1-ви танков батальон, а 1-ви танков батальон от 103-ти танков полк става 2-ри танков батальон от 1-ви танков полк. По-късно към дивизията е добавен 299-ти противовъздушен батальон.
|                  | Pz.I | Pz.II | Pz.Bef. | Pz.III | Pz.IV |
| 1-ви танков полк | 15   | 43    | 8       | 75     | 28    |

- Щаб (Даугавпилс)
- 1-ви танково-гренадирски полк
  - танково-гренадирски батальон I
  - танково-гренадирски батальон II
- 113-и танково-гренадирски полк
  - танково-гренадирски батальон I
  - танково-гренадирски батальон II
- 1-ви танков полк
  - танков батальон I
  - танков батальон II
- 73-ти танково-артилерийски полк
  - танково-артилерийски батальон I
  - танково-артилерийски батальон II
  - танково-артилерийски батальон III
  - танково-артилерийски батальон IV

|                  | Pz.I | Pz.II | Pz.Bef. | Pz.III | Pz.IV |
| 1-ви танков полк | 2    | 10    | 4       | 26     | 10    |

- 1-ви танково-разузнавателен батальон
- 37-ти противотанков батальон
- 37-ми инженерен батальон
- 37-ти свързочен батальон
- 299-ти противовъздушен батальон
- 37-ти дивизионни поддържащи части

По-късно през войната 1009-ти гренадирски батальон от танкова дивизия „Татра“ е добавен към 1-ва танкова дивизия.

### Последни битки и отстъпление
През август и септември 1944 година дивизията защитава западния бряг на Висла при ожесточени боеве под командването на 4-та танкова армия. През октомври 1-ва танкова дивизия е изпратена в Унгария, където участва в боевете южно от Дебрецен и при Ниредхаза, предотвратявайки руски пробив към Будапеща. През декември основната част от дивизията е унищожена заедно с 6-та армия при боевете край езерото Балатон. Останалата част участват в боевете в този сектор, след което е изтласкана в Австрия, където през май 1945 година се предава на американските войски в Щирия.
|                  | VK.18.01 | Pz.IV | Pz.Bef. | Pz.V | Flamm.Pz.I |
| 1-ви танков полк | 8        | 95    | 8       | 76   | 7          |

## Командири
| Период            | Период            | Звание                 | Име                        |
| ----------------- | ----------------- | ---------------------- | -------------------------- |
| 1 октомври 1935   | 30 септември 1937 | Генерал от кавалерията | Максимилиан фон Вайкс      |
| 30 септември 1937 | 2 ноември 1939    | Генерал-лейтенант      | Рудолф Шмит                |
| 3 ноември 1939    | 17 юли 1941       | Генерал-лейтенант      | Фридрих Кирхнер (ранен)    |
| 17 юли 1941       | 8 август 1943     | Генерал-лейтенант      | Валтер Крюгер              |
| 8 август 1943     | 8 септември 1943  | Полковник              | Освин Гролиг               |
| 8 септември 1943  | 31 декември 1943  | Полковник              | Валтер Сьот                |
| 31 декември 1943  | 19 февруари 1944  | Генерал-майор          | Рихард Кол                 |
| 19 февруари 1944  | 25 септември 1944 | Генерал-майор          | Вернер Маркс (тежко болен) |
| 25 септември 1944 | 8 май 1945        | Генерал-лейтенант      | Еберхард Тунерт            |

## Носители на награди
- Носители на Рицарски кръст (31)
- Носители на Рицарски кръст с дъбови листа (5)
- Носители на Значка за близък бой, златна (4)
- Носители на свидетелство за похвала от главнокомандващия на армията (11)
- Носители на Германски кръст, златен (105)
- Носители на Германски кръст, сребърен (7)
- Носители на почетна кръгла тока на сухопътните части (30)
- Носители на Рицарски кръст и Орден за военни заслуги (1)